# Neomochtherus rutilans
Neomochtherus rutilans är en tvåvingeart som först beskrevs av Wulp 1898.  Neomochtherus rutilans ingår i släktet Neomochtherus och familjen rovflugor. Inga underarter finns listade i Catalogue of Life.